# NRG Recording Studios
Gli NRG Recording Studios sono stati degli studi di registrazione situati a Los Angeles, nel distretto di North Hollywood. Sono stati commissionati dal produttore e mixer Jay Baumgardner nel 1992.
Gli studi sono stati chiusi nel 2022.

## Musicisti
Lo studio è stato utilizzato da vari musicisti come: 
- 12 Stones
- 311
- Adema
- Alicia Keys
- Alien Ant Farm
- Anberlin
- Atomship
- Avril Lavigne
- Beck
- Bon Jovi
- Boysetsfire
- Buckcherry
- B'z
- Chris Cornell
- Coal Chamber
- Common
- Dance Hall Crashers
- Dashboard Confessional
- Dave Navarro
- Deadsy
- Dido
- Die Trying
- DJ Z-Trip
- Drowning Pool
- Endwell
- Evanescence
- Eve 6
- Everlast
- Finger Eleven
- Fiona Apple
- Foo Fighters
- Fort Minor
- Full Scale
- Godsmack
- Good Charlotte
- Hed P.E.
- Helmet
- Hoobastank
- Hootie & the Blowfish
- Hot Hot Heat
- Ice Cube
- Ima Robot
- Incubus
- Jay-Z
- Jimi Hendrix Experience
- John Fogerty
- Jurassic 5
- Kanye West
- KAT-TUN
- Kelly Clarkson
- Korn
- Limp Bizkit
- Linkin Park
- Lit
- Mae
- Matchbox Twenty
- Melissa Etheridge
- Michael Franti & Spearhead
- Michelle Branch
- Montecristo
- Monterey Pop Festival
- Motörhead
- Nas
- New Found Glory
- No Doubt
- OnTroniK™
- Orgy
- P.O.D.
- Papa Roach
- Poe
- Powerspace
- Puddle of Mudd
- Revis
- Robin Thicke
- Rooney
- Sara Bareilles
- Save Ferris
- Scary Kids Scaring Kids
- Seether
- Silverstein
- Slayer
- Staind
- Static-X
- Stereomud
- Stone Temple Pilots
- Strata
- Sugar Ray
- The 88
- The Monkees
- The Offspring
- The Panic Channel
- Three Days Grace
- Tom Petty
- Toots & the Maytals
- Tracy Chapman
- Trik Turner
- Trust Company
- Velvet Revolver
- White Zombie
- Yellowjackets